# Mahmud Khizr
Mahmud Khizr Khan fou kan de l'Horda d'Or en dates incertes entre 1359 i 1362.
A l'extinció de la línia batúida hi havia diverses branques descendents de Jotxi (i per tant de Genguis Kan). La branca d'Orda Khan (germà de Batu Khan) nomaditzava a la part oriental del kanat formant l'anomenada Horda Blava (Horda Blanca a les fonts perses) a la zona del Yaxartes. Arang, fill de Toka Timur (un altre germà de Batu) va rebre les ciutats de Krim i Kaffa i el seu districte a Crimea de mans de Mongke Temur. La branca de Berke Khan posseïa el país del Kuma i el Terek; un altre germà de Batu Khan, Moghol, fou l'ancestre de la branca de Nogai (iniciada pel seu net Nogai Noyan) que dominava la regió del riu Ural i el Yemba; i la descendència del darrer germà, Xiban, governava sobre una sèrie de tribus confederades que van esdevenir els uzbeks al que avui és el Kazakhstan. Totes aquestes branques aspiraven més o menys a recollir la successió de l'extingida línia batúida. Malauradament les fonts sobre el període són confoses i incompletes.
Segons Hajji Abdul Ghassar quan va morir Berdibeg, es va fer un kuriltay, on es va comprovar que no hi havia cap príncep de la sang, i el tron fou ofert a la princesa Sultana Taid Ughlu Begum, vídua d'Uzbeg Khan, esmentada a algunes fonts com Taidula, que va refusar i va recomanar posar al tron algun príncep genguiskànida. L'assemblea li va demanar a ella mateixa escollir el príncep i va escollir a Khizr Khan, que vivia a Akgul que no governava sobre cap ulus, ni era de la família de Batu Khan ni d'Orda Khan, però era un genguiskànida, probablement un xibànida fill de fill de Bada Kul Khan de Turan; cridat el príncep va marxar a Sarai on en arribar es va entrevistar amb Sultana que va quedar molt complaguda amb ell i es diu que li va oferir la corona a canvi de compartir el llit. L'historiador fixa la data el 724 de l'hègira o 1324, evidentment incorrecte (per exemple Uzbeg Khan va morir el 1341 i Berdibeg el 1359; la data autentica seria el 1361). Una teoria diu que Khizr vol dir cristià i que el seu nom era per tant Khizr Khan (Khan Cristià) però en realitat hi ha pocs dubtes que era musulmà.
Nikolai Karamzín diu que amb el suport d'una part dels notables mongols va pujar al tron i va matar a Nuruzbeg, al fill d'aquest Timur, i a la reina Taidula; aquesta notícia no lliga amb la d'Hajji Abul Ghassar. Howorth la considera un error de Karamzin; situa la revolució de Khizr el 1360. Khizr va confirmar a Constantí III en el principat de Rostov, que fou príncep del 1321 al 1365 (quen el va succeir el seu fill Ivan) i, per tant, la confirmació s'hauria es podia haver fet el 1360 o el 1361. Galítzia la va concedir a Demetri Ivanovitx, net del famós príncep Daniel (mort el 1264); Vers el 1360 algunes bandes de saquejadors de Nóvgorod van fer un atac a Yukotin, una ciutat de la Bulgària del Volga, al districte de Laichevski, prop de la desembocadura del riu Kama, on van matar un bon nombre de tàtars i es van emportar el botí; els tàtars van prendre revenja atacant als cristians a Bulgària del Volga. Els prínceps de Yukotin van presentar una queixa a Khizr que van enviar uns representants de noms Urus, Kairmek o Kairtek, i Altunshibeg, per castigar els saquejadors. El gran príncep, el seu germà Andreu de Nijni Nóvgorod, i Constantí de Rostov van ser cridats per entrevistar-se amb els enviats del kan a Kostromà per respondre dels darrers atacs de bandidatge; els prínceps van anar al lloc amb els culpables (o suposats culpables) i els van entregar als tàtars, als que també van pagar el preu del seu xantatge. Mentre això passava Khizr va ser desposseït del tron.
Segons el relat d'Hajji Abdul Ghassar, l'elecció de Khizr havia provocat la guerra civil i es suposa que es van aixecar altres pretendents, si no estaven aixecats ja abans. Zekireh Nughai (Nogai), de sang reial, que manava les hordes de l'ala esquerra, va conspirar per agafar la corona no per a ell mateix sinó pel seu fill Kara Nogai. Reunit aquest amb la seva gent el jove príncep va decidir que a l'alba entraria al palau de Khizr i el mataria. Khizr va poder fugir però Kara Nogai fou proclamat kan. La sultana va lamentar haver perdut un amant però aviat el va oblidar davant un nou company de llit; tot i que ja era gran conservava els seus impulsos sexuals i es va enamorar d'un jove de la casa de Genguis Kan de nom Bazarji al que va oferir la corona si li corresponia sexualment; ho va acceptar i la reina va aconseguir fer-lo proclamar kan al lloc de Kara Nogai però aviat es va mostrar indigne del tron i un tirà, i els seus excessos eren innombrables; Alibeg, un dels més distingits tàtars, fou assassinat i el seu fill Hassan es va refugiar a Coràsmia on va demanar ajut al governador Hussein. Aquest va marxar amb les seves forces cap a l'oest, i va derrotar a Bazarji, que fou mort amb la seva esposa. Bazaiji no és anomenat a les cròniques russes i no hi ha monedes seves, però també l'esmenta Khuandemir si bé els dos autors s'haurien basat en una font comuna. Mort Bazarji, l'exkhan Khizr va poder tornar i va recuperar el poder només per ser assassinat al cap de poc temps pel seu fill Berut que és sens dubte el mateix personatge esmentat sota el nom de Merdud (o Merdad) per Khuandemir.
Les cròniques russes diuen que el va matar Timur Khoja, excepte la crònica de Troitzki, que dona com a assassí el seu germà Murad Khoja.
A les seves monedes porta els títols de "El Just Sultan Khizr Khan" i Mahmud Khizr Khan. Foren encunyades a Gulistan, Nova Sarai, Azak i Coràsmia, entre el 760 i el 762 de l'hègira (1359 a 1361). El seu fill Merdud Khan el va succeir.